# Леонард, Маргарет
Маргарет Леонард (англ. Margaret Burr Leonard) — американская правозащитница и журналистка. Участница движения за гражданские права чернокожих в США.
Леонард родилась в семье с прочными либеральными традициями: её дед Джордж Лонг, канадец по происхождению, перебравшийся на рубеже XIX—XX веков в Джорджию, был колумнистом, а затем главным редактором газеты The Telegraph в городе Мейкон и прославился своими статьями против Ку-клукс-клана, мать Маргарет Лонг Леонард на протяжении многих лет работала журналисткой, дебютировав в 1929 году в газете своего отца и затем продолжив карьеру в газетах Чаттануги и Луисвилла — многие её публикации были посвящены гражданским правам; кроме того, Маргарет Лонг опубликовала два романа, из которых второй, «Дело сердца» (англ. Affair of the Heart; 1953), был также посвящён теме межрасовых отношений и дискриминации, а также проблеме коррупции в прессе.
Маргарет Леонард в 1959 году поступила в Колледж Софи Ньюкомб в составе Тулейнского университета, где изучала журналистику. В 1961 году она начала принимать участие в акциях гражданского неповиновения за права чёрных. 21 июня вместе с группой активистов она выехала из Монтгомери в столицу штата Миссисипи Джэксон, центр расовых волнений, и в Джэксоне была задержана и арестована. Таким образом, Леонард стала первой белой южанкой, принявшей участие в правозащитном движении «Наездники свободы» (первой белой женщиной — участницей движения стала двадцатью днями раньше профессор Элизабет Уикофф).
В дальнейшем Леонард окончила колледж в 1963 году, работала редактором и автором в различных организациях, в том числе в Комиссии по гражданским правам США, затем как журналист и редактор в газетах St. Petersburg Times, Miami Herald и Tallahassee Democrat. В 2013 г. Колледж Софи Ньюкомб присвоил ей почётное звание Выдающегося выпускника.